# 蔣桐
蔣桐（1533年—？），字子培，錦衣衛旗籍浙江諸暨縣白栎里（今店口镇白沥畈村）人，明朝政治人物。

## 生平
嘉靖四十三年（1564年）甲子科順天府鄉試第一百十八名舉人。隆慶二年（1568年）中式戊辰科會試第三百七十八名，三甲第二百零一名進士。授莱阳县知县，万历元年官武陵县知县，七年官陕西延安府甘泉县知县，十一年任德安府同知。十四年升镇远府知府，未任。

## 家族
曾祖蔣福海；祖父蔣瑛；父蔣佐，母劉氏。慈侍下。